# Serie Radeon R300
La GPU R300, presentada en agosto de 2002 y desarrollada por ATI Technologies, es la tercera generación de GPU utilizada en las tarjetas gráficas Radeon. Esta GPU cuenta con aceleración 3D basada en Direct3D 9.0 y OpenGL 2.0, una mejora importante en las funciones y el rendimiento en comparación con el diseño R200 anterior. R300 fue el primer chip de gráficos de consumo completamente compatible con Direct3D 9. Los procesadores también incluyen aceleración GUI 2D, aceleración de video y múltiples salidas de pantalla.
Las primeras tarjetas gráficas que se lanzaron con la R300 fueron la Radeon 9700. Fue la primera vez que ATI comercializó su GPU como una Unidad de procesamiento visual (VPU). R300 y sus derivados formarían la base de las líneas de productos profesionales y de consumo de ATI durante más de 3 años.
El procesador de gráficos integrado basado en R300 es el Xpress 200.

## Desarrollo
ATI había mantenido el liderazgo durante un tiempo con Radeon 8500, pero Nvidia retomó la corona de rendimiento con el lanzamiento de la línea GeForce 4 Ti. Se suponía que se estaba trabajando en una nueva parte de actualización de gama alta, la 8500XT (R250), lista para competir con las ofertas de gama alta de NVIDIA, en particular, la línea superior Ti 4600. La información previa al lanzamiento indicaba un núcleo de 300 MHz y una velocidad de reloj RAM para el chip R250. ATI, tal vez consciente de lo que le había sucedido a 3dfx cuando se enfocó en su procesador Rampage, lo abandonó a favor de terminar su tarjeta R300 de próxima generación. Esto resultó ser un acierto, ya que permitió a ATI tomar la delantera en el desarrollo por primera vez en lugar de seguir a NVIDIA. El R300, con su arquitectura de próxima generación que le brinda características y rendimiento sin precedentes, habría sido superior a cualquier actualización del R250.
El chip R3xx fue diseñado por el equipo de la costa oeste de ATI (anteriormente ArtX Inc.), y el primer producto en usarlo fue Radeon 9700 PRO (nombre en clave interno de ATI: R300; nombre en clave interno de ArtX: Khan), lanzado en agosto de 2002. La arquitectura de R300 era bastante diferente de su predecesora, Radeon 8500 ( R200 ), en casi todos los sentidos. El núcleo de la 9700 PRO se fabricó con un proceso de fabricación de chips de 150 nm, similar al de la Radeon 8500. Sin embargo, el diseño refinado y las técnicas de fabricación permitieron duplicar el número de transistores y aumentar significativamente la velocidad del reloj.
Un cambio importante con la fabricación del núcleo fue el uso del empaque flip-chip, una tecnología que no se usaba anteriormente en las tarjetas de video. El empaque Flip Chip permite un mejor enfriamiento del troquel al voltearlo y exponerlo directamente a la solución de enfriamiento. ATI, por lo tanto, podría lograr velocidades de reloj más altas. Radeon 9700 PRO se lanzó con una frecuencia de 325 MHz, por delante de los 300 MHz proyectados originalmente. Con un número de transistores de 110 millones, era la GPU más grande y compleja de la época. Unos meses más tarde se lanzó un chip más lento, el 9700, que solo se diferenciaba por las velocidades más bajas del núcleo y de la memoria. A pesar de eso, la Radeon 9700 PRO tenía una frecuencia significativamente más alta que la Matrox Parhelia 512, una tarjeta lanzada pero meses antes que la R300 y considerada como el pináculo de la fabricación de chips gráficos (con 80 millones de transistores a 220 MHz), hasta la llegada de R300.

### Arquitectura

Diagrama de bloques del chip "R300".

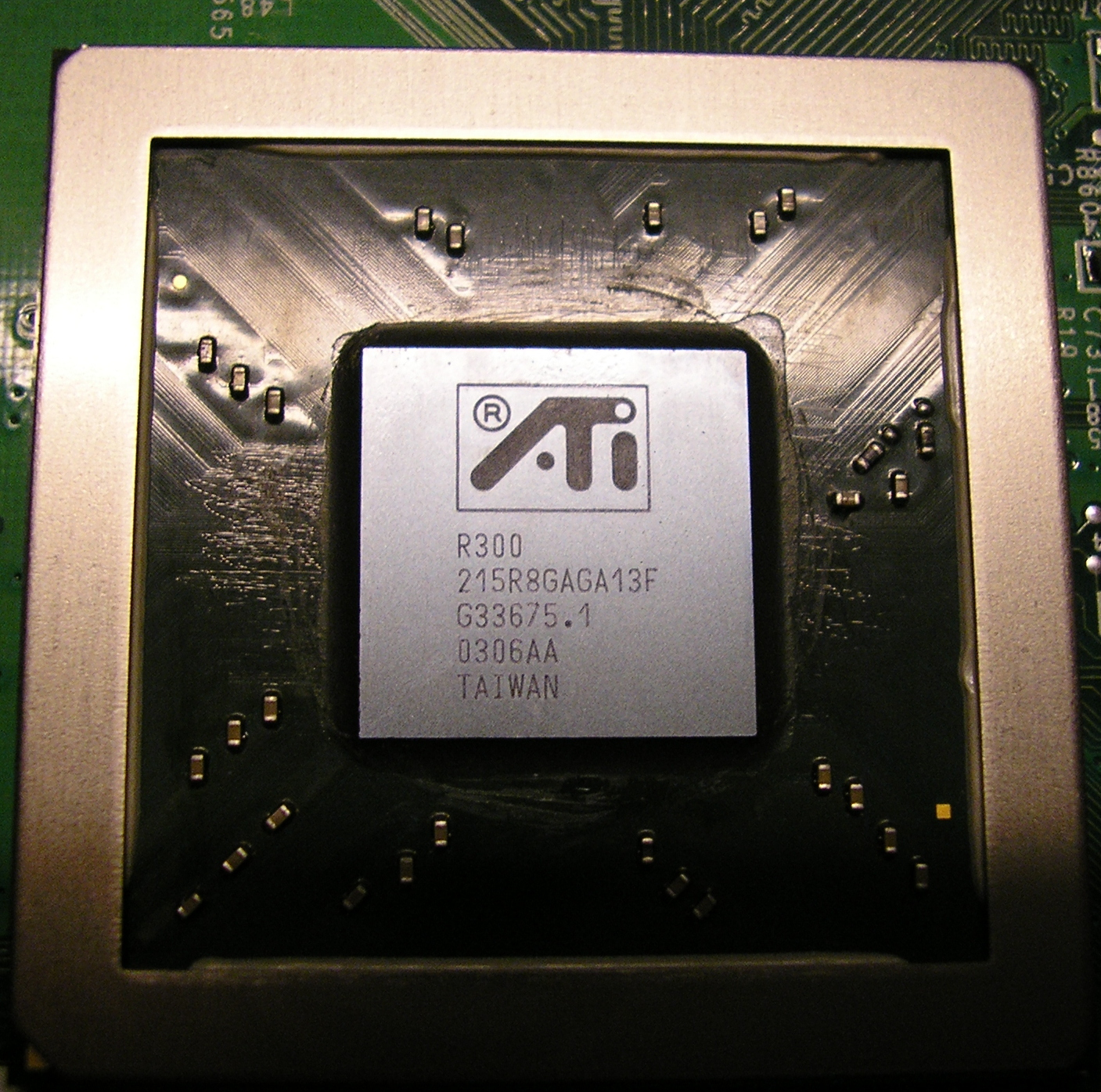
GPU ATI R300

El chip adoptó una arquitectura que consiste en canalizaciones de 8 píxeles, cada una con 1 unidad de mapeo de texturas (un diseño de 8x1). Si bien esto difería de los chips más antiguos que usaban 2 (o 3 para el Radeon original) unidades de textura por tubería, esto no significaba que el R300 no pudiera realizar texturas múltiples tan eficientemente como los chips más antiguos. Sus unidades de textura podían realizar una nueva operación de bucle invertido que les permitía muestrear hasta 16 texturas por pasada de geometría. Las texturas pueden ser cualquier combinación de una, dos o tres dimensiones con filtrado bilineal, trilineal o anisotrópico. Esto era parte de la nueva especificación de DirectX 9, junto con sombreadores de píxeles y sombreadores de vértices Shader Model 2.0+ basados en puntos flotantes más flexibles. Equipada con 4 unidades de sombreado de vértices, la R300 poseía más del doble de capacidad de procesamiento de geometría que la Radeon 8500 anterior y la GeForce4 Ti 4600, además del mayor conjunto de características que ofrece en comparación con los sombreadores de DirectX 8.
ATI demostró parte de lo que era capaz con el sombreador de píxeles PS2.0 con su demostración Rendering with Natural Light. La demostración fue una implementación en tiempo real del artículo del destacado investigador de gráficos 3D Paul Debevec sobre el tema de la representación de alto rango dinámico. Una limitación notable es que todos los chips de la generación R300 se diseñaron para una precisión máxima de punto flotante de 96 bits, o FP24, en lugar del máximo de DirectX 9 de 128 bits FP32. DirectX 9.0 especificó FP24 como un nivel mínimo para cumplir con la especificación de precisión total. Esta compensación en precisión ofreció la mejor combinación de uso de transistores y calidad de imagen para el proceso de fabricación en ese momento. Causó una pérdida de calidad generalmente visiblemente imperceptible al hacer una mezcla intensa. Los chips Radeon de ATI no pasaron de FP24 hasta R520.
La R300 fue la primera placa que realmente aprovechó un bus de memoria de 256 bits. Matrox había lanzado su Parhelia 512 varios meses antes, pero esta placa no mostró grandes ganancias con su bus de 256 bits. Sin embargo, ATI no solo había duplicado su bus a 256 bits, sino que también había integrado un controlador de memoria de barra cruzada avanzado, algo similar a la tecnología de memoria de NVIDIA . Al utilizar cuatro controladores de memoria individuales de 64 bits con equilibrio de carga, la implementación de memoria de ATI fue bastante capaz de lograr una alta eficiencia de ancho de banda al mantener la granularidad adecuada de las transacciones de memoria y, por lo tanto, sortear las limitaciones de latencia de la memoria. El "R300" también recibió el último refinamiento de la innovadora tecnología de ahorro de ancho de banda y velocidad de llenado de memoria HyperZ de ATI, HyperZ III. Las demandas de la arquitectura 8x1 requerían más ancho de banda que los diseños de bus de 128 bits de la generación anterior debido a que tenían el doble de textura y tasa de relleno de píxeles.
Radeon 9700 introdujo el esquema anti-aliasing con corrección de gamma de muestras múltiples de ATI. El chip ofrecía muestreo disperso en modos que incluían 2×, 4× y 6×. El muestreo múltiple ofreció un rendimiento muy superior al método de supermuestreo en Radeons más antiguas y una calidad de imagen superior en comparación con las ofertas de NVIDIA en ese momento. El suavizado fue, por primera vez, una opción completamente utilizable incluso en los títulos más nuevos y exigentes del día. La R300 también ofreció filtrado anisotrópico avanzado que incurrió en un impacto de rendimiento mucho menor que la solución anisotrópica de GeForce4 y otras tarjetas de la competencia, al tiempo que ofreció una calidad significativamente mejorada en comparación con la implementación de filtrado anisotrópico de Radeon 8500, que dependía en gran medida del ángulo.
El 14 de marzo de 2008, AMD lanzó la referencia de registro 3D para R3xx.

### Rendimiento
La arquitectura de Radeon 9700 era muy eficiente y mucho más avanzada en comparación con sus pares de 2002. En condiciones normales, superó a la GeForce4 Ti 4600, la anterior tarjeta de gama alta, entre un 15 % y un 20 %. Sin embargo, cuando se habilitaron el anti-aliasing (AA) y/o el filtrado anisotrópico (AF), superaría al Ti 4600 entre un 40 y un 100 %. En ese momento, esto era bastante especial y dio como resultado la aceptación generalizada de AA y AF como características realmente utilizables.
Además de la arquitectura avanzada, los revisores también tomaron nota del cambio de estrategia de ATI. El 9700 sería el segundo de los chips de ATI (después del 8500) que se enviaría a otros fabricantes en lugar de que ATI produjera todas sus tarjetas gráficas, aunque ATI seguiría produciendo tarjetas con sus chips de gama más alta. Esto liberó recursos de ingeniería que se canalizaron hacia mejoras en los controladores, y debido a esto, el 9700 se desempeñó fenomenalmente bien en el lanzamiento. El director técnico de id Software, John Carmack, hizo que Radeon 9700 ejecutara la demostración de E3 Doom 3.
Los aumentos de rendimiento y calidad que ofrece la GPU R300 se consideran uno de los más grandes en la historia de los gráficos 3D, junto con los logros GeForce 256 y Voodoo Graphics . Además, la respuesta de NVIDIA en forma de GeForce FX 5800 llegó tarde al mercado y algo poco impresionante, especialmente cuando se utilizó sombreado de píxeles. R300 se convertiría en una de las GPU con la vida útil más larga de la historia, permitiendo un rendimiento jugable en nuevos juegos al menos 3 años después de su lanzamiento.

## Más lanzamientos
Unos meses más tarde, se lanzaron el 9500 y el 9500 PRO. El 9500 PRO tenía la mitad del ancho del bus de memoria del 9700 PRO, y al 9500 también le faltaban (deshabilitadas) la mitad de las unidades de procesamiento de píxeles y la unidad de optimización jerárquica del búfer Z (parte de HyperZ III). Con sus 8 canalizaciones completas y su arquitectura eficiente, la 9500 PRO superó a todos los productos de NVIDIA (salvo la Ti 4600). Mientras tanto, el 9500 también se hizo popular porque, en algunos casos, podía modificarse para convertirse en el 9700, mucho más potente. ATI solo pretendía que la serie 9500 fuera una solución temporal para llenar el vacío de la temporada navideña de 2002, antes del lanzamiento de la 9600. Dado que todos los chips R300 se basaban en el mismo troquel físico, los márgenes de ATI en los productos 9500 eran bajos. Radeon 9500 fue uno de los productos de ATI de vida más corta, luego reemplazado por la serie Radeon 9600. El logotipo y el paquete de caja del 9500 resucitaron en 2004 para comercializar el Radeon 9550 más lento y no relacionado (que es un derivado del 9600).

### Renovado

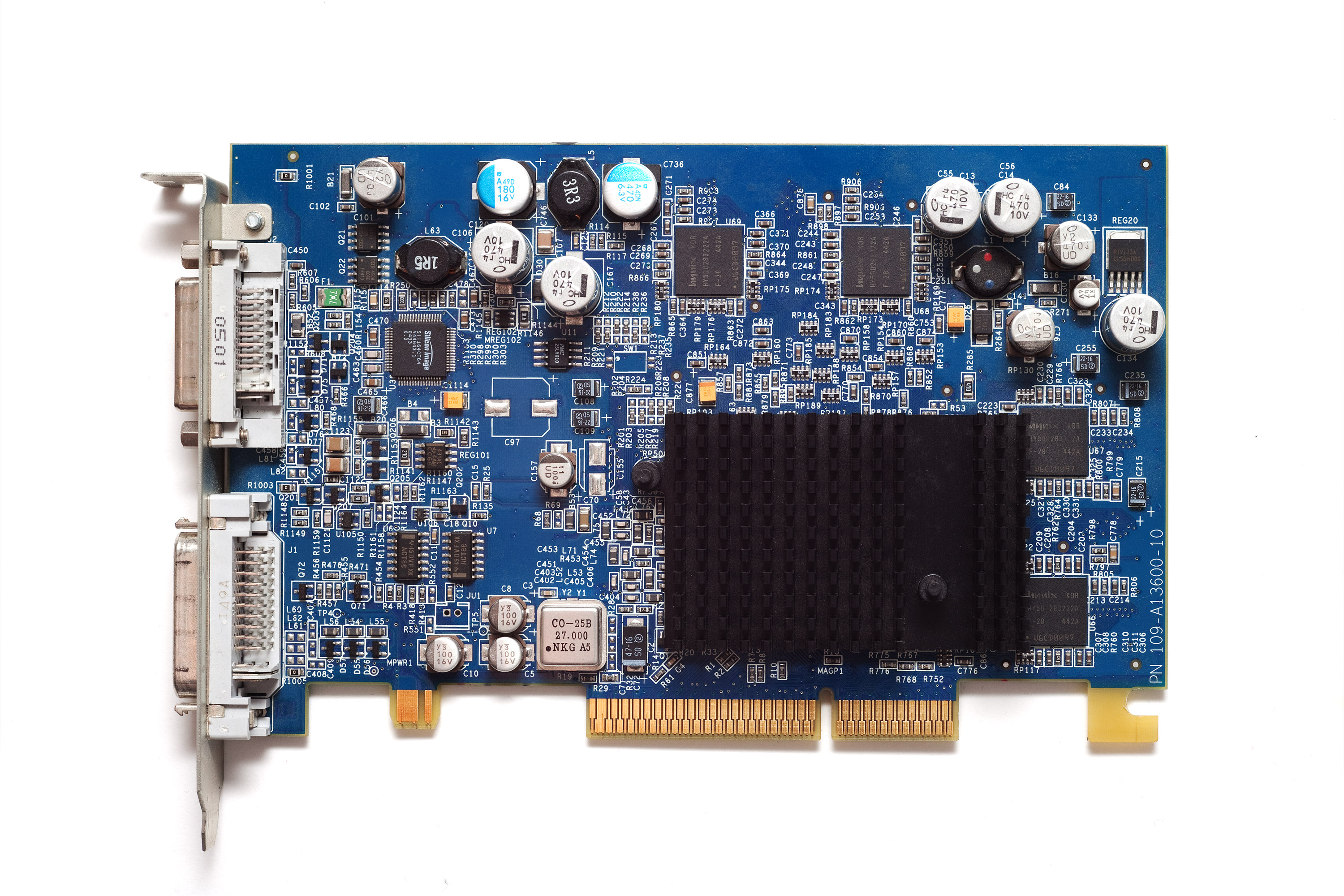
Una Radeon 9600 Pro de la marca Apple, con puertos DVI y ADC. Algunos modelos de Power Macintosh G4 y Power Macintosh G5 se enviaron con tarjetas de la serie Radeon 9000 integradas en PCB azules distintivos.

A principios de 2003, las tarjetas 9700 fueron reemplazadas por la 9800 (o R350). Estos eran R300 con velocidades de reloj más altas y mejoras en las unidades de sombreado y el controlador de memoria que mejoraron el rendimiento del suavizado. Fueron diseñados para mantener una ventaja de rendimiento sobre la GeForce FX 5800 Ultra lanzada recientemente, lo que logró hacer sin dificultad. El 9800 aún se mantuvo firme frente al FX 5900 revisado, principalmente (y significativamente) en tareas que involucran un sombreado de píxeles SM2.0 pesado. Otro punto a favor de la 9800 fue que seguía siendo una tarjeta de una sola ranura, en comparación con los requisitos de dos ranuras de la FX 5800 y la FX 5900. Una versión posterior del 9800 Pro con 256 MB de memoria utilizada GDDR2. Las otras dos variantes eran la 9800, que era simplemente una 9800 Pro con menor frecuencia de reloj, y la 9800 SE, que tenía la mitad de las unidades de procesamiento de píxeles deshabilitadas (a veces, se podían volver a habilitar). Las especificaciones oficiales de ATI dictan un bus de memoria de 256 bits para el 9800 SE, pero la mayoría de los fabricantes usaban un bus de 128 bits. Por lo general, el 9800 SE con bus de memoria de 256 bits se llamaba "9800 SE Ultra" o "9800 SE Golden Version".
Junto con el 9800, el 9600 (también conocido como RV350) se lanzó a principios de 2003, y aunque el 9600 PRO no superó al 9500 PRO que se suponía que debía reemplazar, era mucho más económico para ATI producir mediante un proceso de 130 nm (todas las tarjetas de ATI desde la 7500/8500 habían sido de 150 nm) y un diseño simplificado. El núcleo RV350 de Radeon 9600 era básicamente un 9800 Pro cortado por la mitad, con exactamente la mitad de las mismas unidades funcionales, lo que lo convierte en una arquitectura 4×1 con 2 vertex shaders. También perdió parte de HyperZ III con la eliminación de la unidad de optimización jerárquica del búfer z, al igual que Radeon 9500. El uso de un proceso de 130 nm también fue bueno para aumentar la velocidad del reloj central. Los overclockers demostraron que la serie 9600, todas con un reloj predeterminado alto, tenía bastante espacio libre (alcanzando más de 500 MHz, desde 400 MHz en el modelo Pro). Si bien la serie 9600 era menos poderosa que la 9500 y la 9500 Pro a la que reemplazó, logró en gran medida mantener la ventaja de la 9500 sobre la GeForce FX 5600 Ultra de NVIDIA, y fue la respuesta rentable de ATI a la placa de alto rendimiento general, GeForce4 . Ti 4200.
Durante el verano de 2003, se lanzó Mobility Radeon 9600, basada en el núcleo RV350. Al ser el primer chip para computadora portátil en ofrecer sombreadores DirectX 9.0, disfrutó del mismo éxito que las Mobility Radeon anteriores. La Mobility Radeon 9600 se planeó originalmente para usar una tecnología RAM llamada GDDR2-M. La empresa que desarrollaba esa memoria quebró y la memoria RAM nunca llegó, por lo que ATI se vio obligada a utilizar DDR SDRAM normal. Sin duda, habría habido ahorros en el uso de energía y quizás ganancias de rendimiento con GDDR2-M. En el otoño de 2004, se lanzó una variante un poco más rápida, la Mobility Radeon 9700 (que todavía se basaba en la RV350, y no en la antigua R300 de la Radeon 9700 de escritorio a pesar de la similitud de nombres).
Posteriormente, en 2003, se lanzaron tres nuevas tarjetas: la 9800 XT (R360), la 9600 XT (RV360) y la 9600 SE (RV350). La 9800 XT fue un poco más rápida que la 9800 PRO, mientras que la 9600 XT compitió bien con la recién lanzada GeForce FX 5700 Ultra. El chip RV360 en 9600 XT fue el primer chip gráfico de ATI que utilizó la fabricación de chips Low-K y permitió un reloj aún más alto del núcleo 9600 (500 MHz por defecto). La 9600 SE fue la respuesta de ATI a la GeForce FX 5200 Ultra de NVIDIA, logrando superar a la 5200 y al mismo tiempo ser más económica. Otra placa "RV350" siguió a principios de 2004, en la Radeon 9550, que era una Radeon 9600 con un reloj central más bajo (aunque un reloj de memoria y un ancho de bus idénticos).
Cabe destacar que la generación basada en R300 es que toda la línea utilizó soluciones de enfriamiento de una sola ranura. No fue hasta la generación Radeon X850 XT Platinum Edition de la generación R420, en diciembre de 2004, que ATI adoptaría un diseño oficial de refrigeración de doble ranura.

### Nueva interfaz
También en 2004, ATI lanzó las placas Radeon X300 y X600. Estos se basaron en el RV370 (Proceso de 110 nm) y RV380 (Proceso  de 130 nm Low-K) GPU respectivamente. Eran casi idénticos a los chips utilizados en Radeon 9550 y 9600, solo se diferenciaban en que eran ofertas PCI Express nativas. Estos fueron muy populares para que Dell y otras compañías OEM los vendieran en varias configuraciones; conectores: DVI vs. DMS-59, altura de la tarjeta: altura completa frente a media altura.
Más tarde se lanzó la Radeon X550, utilizando el mismo chip que la tarjeta gráfica Radeon X300 (RV370).